# Hana Pestle
Hana Gabrielle Pestle (Atlanta, Georgia; 11 de julio de 1989) conocida de manera momónima como Hana es una cantante y compositora estadounidense de música indie rock y música acústica, su sonido se compone de una gran diversidad de influencias que van desde Radiohead a Sarah McLachlan, y The Cranberries. Firmó en 2006 en el sello discográfico perteneciente Ben Moody, NPR Records. Hasta el momento ha lanzado un álbum de estudio "This Way" y tres EP, entre sus canciones más conocidas están "Need" que sirvió como parte de la banda sonora de la película The Twilight Saga: Eclipse, otros canciones reconocidas de Pestle son  "These Two Hands", "This Way" y "Rain". Actualmente mantiene una relación amorosa con BloodPop.

## Biografía
Hana Pestle nació el 11 de julio de 1989 en Atlanta, Georgia. Su familia se mudó a Utah y cuando cumplió 6 años se trasladó a Billings. Cuando Pestle tenía 8 años y cursaba sexto grado le dieron su primera guitarra como regalo de Navidad, y aproximadamente un año más tarde tomó lecciones. Esporádicamente entre la escuela y secundaria, Hana tomó clases de canto.

## Carrera musical
Hana Pestle empezó tocando en vivo en Montana solo con su guitarra acústica a la edad de 14 años. En agosto de 2005 una de las presentaciones de Hana en DVD llegaron a las manos de los productores y escritores Michael "Fish" Herring y el exmiembro de la banda gótica Evanescence, Ben Moody. Después de ver la cinta Herring y Moody decidieron trabajar con Pestle. Mientras terminaba sus estudios secundarios ella y su familia se mudaron a Los Ángeles, California para reunirse con los productores en diciembre de 2005, y comenzaron a trabajar en su primer álbum de estudio en abril de 2006.
En mayo de 2008, Pestle lanzó su primer EP de cuatro pistas Hana Pestle EP. Este álbum incluye tres canciones originales "These Two Hands", "Just A Phase", "Together Forever" y un cover de Leonard Cohen de su canción Hallelujah. A finales de septiembre de 2008, Pestle debutó con su video musical "These Two Hands" y lo lanzó a través de su cuenta de Myspace y YouTube. Hana anuncia que su álbum debut se estrenará en septiembre de 2009 y que contara con pistas coescritas y producidas por Moody Y Herring. Las cuerdas del álbum serán organizadas y conducidas por David Campbell. Después de las compras de la discográfica a principios de 2007, Pestle decidió lanzar su álbum de larga duración a través de la discográfica de Ben Moody, FNR Records. Pestle también ofrece su voz a cuatro pistas del Ep en solitario de Ben Moody "Mutiny Bootleg EP" y que fue lanzado en una demostración de que la pareja tocaron juntos el 16 de diciembre de 2008 en el Little Rock (Arkansas). También prestó su voz en el álbum completo de la agencia de Moody, !All for This!. Su primer EP en directo fue lanzado el 2 de junio de 2009 y cuenta con seis canciones originales y una versión, incluye las pistas "These Two Hands", "Just a Phase", "Rain", "Make You Hurt", "This Way", "Creep", y "What Makes Things".
En junio de 2008, Pestle ha pasado actuando en tours en todos los Estados Unidos con bandas como  Collective Soul, Live (banda)  y  Blues Traveler. Más recientemente Pestle ha realizado giras con  Joshua Radin,  Jon McLaughlin, Ingram Hill y en 2009 con  Sister Hazel, Pat McGee,  Ari Hest y Boyce Avenue. El 4 de junio de 2009 Pestle actuó en la reunión anual  Wakarusa Music and Camping Festival.
En 2011 la banda de rock estadounidense Incubus (banda) reveló uno de los sencillos de su nuevo álbum If Not Now, When? titulado «Promises», y a través de su cuenta de Youtube y la página oficial hacen un concurso de canciones versionadas, gracias a que el líder de la banda lanzó la partitura de la canción para que los fanes la interpretaran a su gusto. El concurso fue ganado por Pestle y grabó la canción de Incubus en julio de 2011.
actualmente 2017 se hace llamar HANA, grabó unos temas con GRIMES y ha sacado un nuevo EP de cuatro temas.

### This Way
Pestle debutó con su álbum como solista This Way que fue liberado en su propia página web, Hanapestle.com el 22 de septiembre de 2009. Un comunicado de larger-scale del álbum estaba previsto para los primeros meses de 2010. A partir del comienzo del mes de julio, estos planes habían cambiado. Contiene letras coescritas y producidas por Moody y Harring.
MojoRadio.us dio críticas favorables para el álbum llamó a This Way un viaje en la que las letras de Pestle combinan un estilo vocal emotivo y etéreo que evocar recuerdos que agitan el alma. El álbum tiene un estilo de Música acústica, Indie rock, Rock alternativo y Folk rock. El álbum contiene 12 temas algunos de larga duración como es el caso de "Let Me Be" que dura más de 6 minutos.

### "Need"
La canción Need fue una de las primeras composiciones de Hana Pestle "Need fue una de las primeras canciones que escribi y a la gente le gusto mucho", Pestle es una gran fan de la película Crepúsculo  por lo que en diciembre de 2008 se creó una campaña para que su canción Ned fuese parte de la banda sonora de la secuela de Crepúsculo New Moon, en Myspace tiene más de 19,000 fanes que le ayudaron en la campaña y fue tocada más de 1 millón de veces en su Myspace en n par de meses. Hana le dijo a Dan Stewart de Boecio Music Blog por una llamada telefónica dijo "Estoy muy agradecida con la gente por seguir mi música y por darme esta oportunidad, así que si algunas de estas conexiones proviene de lo que sienten de New Moon, solo quiero que sepan que aprecio su ayuda, le agradezco que recibiera la carta y espero que vengan conmigo y mi musica después de la fiebre de la película",
Pestle también dijo que uno de los países que más apoyaron en la campaña fueron Brasil. Para darles las gracias, Pestle hizo un solo en Myspace para los fanes de Brasil, pero también hizo uno para los fanes del Reino Unido y Australia.
"HANA"
Posterior a sus lanzamientos con la discográfica, ha realizado composición y producciones por sí misma creando el EP con su nombre homónimo con canciones enfocadas a sonidos eléctricos y profundos permitiendo explotar su creatividad al máximo siendo de una calidad de talla como artistas como Grimes.
"HANADRIEL"
Con este álbum conformado por 12 pistas, se termina por consolidar el sonido característico de su música a través de los sintetizadores y armonias únicas que le dan su autenticidad y mayor producción.

## Discografía

### Álbumes de estudio
- This Way

### EP
- "Hana Pestle EP (2008)"
- "Live in the Studio EP (2009")
- "For the Sky EP (2011)"
- HANA (2016)
- HANADRIEL (2019)

```
  2016
```

### Otras apariciones
- Mutiny Bootleg EP, (Ben Moody EP) - contribuye en los coros en todas las pistas, colabora en la canción "Everything Burns".
- All for This, (Álbum de Ben Moody) - contribuye en los coros en todas las pistas.
- We Appreciate Power (Álbum de Grimes)

### Videos musicales
- "These Two Hands"
- "Need"
- Underwather
- Clay
- Chimera
- Avalanche
- Anxious Alien
- So&So